# Најеви
Најеви су насељено место у саставу општине Марина, Сплитско-далматинска жупанија, Република Хрватска.

## Историја
До територијалне реорганизације у Хрватској налазили су се у саставу старе општине Трогир. Као самостално насељено место, Најеви постоје од пописа 2001. године. Настало је издвајањем дела насеља Густирна.

## Становништво
На попису становништва 2011. године, Најеви су имали 42 становника. За национални састав 1991. године, погледати под Густирна.
| Број становника по пописима | Број становника по пописима | Број становника по пописима | Број становника по пописима | Број становника по пописима | Број становника по пописима | Број становника по пописима | Број становника по пописима | Број становника по пописима | Број становника по пописима | Број становника по пописима | Број становника по пописима | Број становника по пописима | Број становника по пописима | Број становника по пописима | Број становника по пописима |
| --------------------------- | --------------------------- | --------------------------- | --------------------------- | --------------------------- | --------------------------- | --------------------------- | --------------------------- | --------------------------- | --------------------------- | --------------------------- | --------------------------- | --------------------------- | --------------------------- | --------------------------- | --------------------------- |
| 1857                        | 1869                        | 1880                        | 1890                        | 1900                        | 1910                        | 1921                        | 1931                        | 1948                        | 1953                        | 1961                        | 1971                        | 1981                        | 1991                        | 2001                        | 2011                        |
| 0                           | 0                           | 0                           | 0                           | 0                           | 0                           | 0                           | 0                           | 0                           | 123                         | 133                         | 160                         | 0                           | 0                           | 42                          | 42                          |

Напомена: У 2001. настало издвајањем из насеља Густирна. Од 1953. исказује се као део насеља. У 1981. и 1991. подаци су садржани у насељу Густирна.